# 藤野遥香
藤野 遥香（ふじの はるか、1984年4月25日 - ）は、岩手県東磐井郡千厩町出身の女子ソフトボール選手（外野手）。

## 経歴

### 生い立ち
1984年4月25日、岩手県東磐井郡千厩町清田（現：一関市千厩町清田）に生まれる。幼少期から2歳上の姉とキャッチボールを交わしたり、ソフトボールのフォームを真似していて、姉より上達しようと思ったのを機に小学3年生の冬から清田ソフトボールスポーツ少年団（千厩町立清田小学校）に入団し、本格的な活動を始めた。同少年団は、藤野が6年生の夏に全日本小学生ソフトボール大会において3位に入賞している。
1997年に旧千厩町立千厩中学校へ進学し、ソフトボール部に在籍した。藤原麻起子をはじめとした先輩を超すべく、自宅でも入念に練習やトレーニングを重ねた。1年の秋に行われた新人戦の郡予選大会では、東山中学校との対戦でセカンドを守備していたがエラーし敗退。翌年は、郡予選大会で東山中学校に逆転優勝し全国中学校ソフトボール大会まで勝ち進み、東北地方の中学校では初となる優勝へと貢献した。3年時も全国大会に出場し、綾歌中学校との初戦から四條畷学園との決勝戦に至るまで無失点の完封勝ちを成し遂げた。サヨナラの場面で放った投球により2年連続の優勝をつかみ取り、大会史上3校目となる連続優勝を果たした。
中学卒業後は、藤原麻起子と同じく埼玉県の星野女子高等学校（現：星野高等学校）へ進学。1年時にインターハイで3位。2・3年時はインターハイと国体の少年女子の部に出場し、2年時はインターハイで準優勝、国体では優勝。3年時は両大会で優勝した。

### 実業団選手として
高校卒業後の2003年、トヨタ自動車（現：トヨタレッドテリアーズ）に入団。
2010年には日本リーグ1部ベストナインを獲得。同チームで3年間は主将を務めたのち、2012年シーズンをもって現役引退した。

## 詳細情報

### 日本リーグ個人表彰
- 2010年 - ベストナイン賞（外野手）